# Echinocereus pseudopectinatus
Echinocereus pseudopectinatus là một loài thực vật có hoa trong họ Cactaceae. Loài này được (N.P.Taylor) N.P.Taylor mô tả khoa học đầu tiên năm 1989.